# 小蜜蜂 (游戏)
《小蜜蜂》是日本游戏公司南梦宫在1979年推出的街机游戏。它由Midway Manufacturing在北美获得许可和分销。玩家在保护地球免受外星人浪潮袭击的任务中控制了加拉西普战斗机。游戏包括摧毁每个外星人的阵型，外星人俯冲向玩家，试图击中他们。
《小蜜蜂》由公司工程师泽野和则设计，是南梦宫对《太空侵略者》的回应，《太空侵略者》是竞争对手太東前一年发布的类似太空射击游戏。《太空侵略者》當時在日本轰动一时，南梦宫想要一款可以与之竞争的游戏。泽野努力使游戏简单易懂。他的灵感来自电影《星際大戰》中的太空战斗场景，而敌人最初使用的是电影的钛战机的形状。《小蜜蜂》是最早采用三原色图形的电子游戏之一，也是最早使用基于圖塊的硬件系统的电子游戏之一。
《小蜜蜂》是南梦宫首款大型街机电子游戏。它是美国有史以来最畅销的街机游戏之一，到 1982 年，它售出了 5 万个街机组。游戏以玩法和使用真彩色图形而闻名。回想起来，它因其历史重要性和技术成就而声名鹊起。《小蜜蜂》取得商业成功后，推出了数款续集和重制版，其中最著名的是《大蜜蜂》，它的受欢迎程度甚至超越了原作。《小蜜蜂》也被移植到多种家用游戏机，并被包含在许多南梦宫后续作品中。

## 遊戲玩法
《小蜜蜂》是一款太空射击游戏。玩家控制着一艘名为「Galaxip」的星舰，目标是清除每轮的外星人。敌人以编队形式出现在屏幕顶部，有两艘护航船，标有「加勒克斯旗舰（Galaxian Flagship）」或「加尔沃斯（Galboss）」。敌人会在拍摄射弹时向屏幕底部进行俯冲轰炸，试图击中玩家。由于硬件的限制，Galaxip只能在屏幕上发射一次，并且必须等待它击中顶部才能射向另一個圖案。

## 游戏介绍
因采用了当时的最新技术，所以较《太空侵略者》有质的飞跃。每关开始的时候敌人按等级分几排排在上面，你的飞机只能做左右移动和发射子弹攻击，敌人则会不时飞下来对你攻击。在当时来看是一个非常刺激的游戏，并跟上了太東的《太空侵略者》成为当时最受欢迎的街机游戏之一。

## 外部連結
- Galaxian （页面存档备份，存于）at the Killer List of Videogames
- Galaxian at SpectrumComputing.co.uk